# 경기도농업기술원
경기도농업기술원(京機道農業技術院)은 경기도의 농업 발전을 통한 주민 소득 향상과 영농의 과학화 촉진 등 농촌진흥사업을 추진하기 위하여 경기도청 산하에 설치된 직속기관이다.
농업기술원장은 나급 상당의 일반직고위공무원으로 보한다.

## 연혁
- 1917년 5월 4일: 경기도종묘장 설치
- 1932년 10월 1일: 경기도농사시험장으로 변경
- 1949년 1월 6일: 경기도농사기술원으로 변경
- 1957년 2월 12일: 경기도농사원으로 변경
- 1962년 4월 1일: 경기도농촌진흥원으로 변경
- 1998년 8월 31일: 경기도통업기술원으로 변경

## 조직
원장
- 행정지원과
- 연구개발국
- 기술보급국

### 산하기관
| 이름                 | 사진 | 위치                                   |
| -------------------- | ---- | -------------------------------------- |
| 버섯연구소           |      | 경기도 광주시 곤지암읍 평촌길65번길 48 |
| 소득자원연구소       |      | 경기도 연천군 신서면 도신로3번길 42    |
| 선인장다육식물연구소 |      | 경기도 고양시 일산서구 송산로 464-52   |